# アルロイシオ中学校
アルロイシオ中学校は、大韓民国釜山広域市西区岩南洞にあった私立中学校。